# Критерий на Прантъл
Критерият на Прантъл (среща се и като Критерий на Прандтл; означение: {\displaystyle Pr}) е безразмерна величина, наречена на немския физик Лудвиг Прантъл. Той описва т. нар. граничен слой при флуидите и е дефиниран като:
{\displaystyle {Pr}={\frac {\eta \,c_{p}}{\lambda }}}
- {\displaystyle \eta } – динамичен вискозитет на флуида, Pa·s = kg/(m·s)
- {\displaystyle \lambda } – коефициент на топлопроводност, W/(m·K)
- {\displaystyle c_{p}} – специфчен топлинен капацитет, J/(kg·K)

{\displaystyle \eta ,\lambda ,c_{p}} са свойства на дадения флуид. За разлика от критерия на Рейнолдс {\displaystyle Re} и критерия на Нуселт {\displaystyle Nu}, които зависят и от геометрията на дадения проблем (напр. диаметър на тръба, височина на стена и др.) {\displaystyle Pr} е свойство на дадения флуид и не зависи от размерите. За даден флуид той зависи само от температурата и налягането и може да се намери в различни справочници.
Типични стойности на {\displaystyle Pr}:
- течен живак: 0,015
- благородни газове: 0,16 – 0,7
- въздух: 0,71
- вода: 7,56 (18 °C)
- моторни масла: 100 – 40000